# Massacre de Damboa
Pour les articles homonymes, voir Bataille de Damboa.
Le massacre de Damboa a lieu la nuit du 17 au 18 juillet 2014 pendant l'insurrection de Boko Haram.

## Prélude
Le 4 juillet 2014, la ville de Damboa, située dans l'État de Borno est attaquée par les rebelles islamistes de Boko Haram. Cependant l'armée, la police et des milices d'autodéfense sont présentes pour défendre la place et selon le gouvernement nigérian l'attaque est repoussée au terme de combats ayant fait six morts chez les militaires et 53 du côté des assaillants.
Cependant d'après l'Associated Press, des habitants ont affirmé que les pertes des soldats ont été plus importantes que celles avancées par le ministère de la Défense. De plus le commissariat et la caserne ont été incendiés lors de la bataille et à deux reprises des convois militaires seraient tombés dans des embuscades entre le 4 et le 17 juillet,.

## Déroulement
Quelques jours plus tard Boko Haram attaque une nouvelle fois Damboa et cette fois-ci l'armée n'est plus présente. Seule la milice d'autodéfense tente une résistance mais elle n'est équipée que de bâtons et de fusils de piètre qualité et ne peut faire le poids face aux islamistes mieux armés, utilisant des bombes artisanales et des lance-roquettes.
L'attaque a lieu la nuit du 17 au 18 juillet, elle commence vers 18h30 et se poursuit jusqu'à l'aube. Les islamistes incendient la ville et massacrent les habitants. Un responsable de la municipalité de Damboa déclare anonymement à l'AFP : « Ils ont tué beaucoup de monde et des femmes et des enfants se sont enfuis dans la brousse. Ceux qui n'ont pas pu fuir se sont rendus et ils ont été tués par les insurgés ». 
La ville de Damboa est presque totalement incendiée selon des survivants. D'après les déclarations anonymes à l'AP d'un membre d'une association de défenseurs des droits de l'homme, le bilan de l'attaque dépasse très probablement les 100 morts,.
La ville reste ensuite occupée par les forces de Boko Haram qui plantent leur drapeau sur un édifice public.
Le massacre dans la ville de Damboa provoque également la fuite des villageois des environs. Face à la menace des islamistes, neuf gros villages sont totalement abandonnés. Certains réfugiés trouvent refuge au palais du shehu de Borno, à Maiduguri. Au total, 15 000 personnes prennent la fuite. Selon Abdulkadir Ibrahim, un des responsables des services d'urgence, 10 204 personnes se sont enfuies vers la ville de Biu, 2 000 vers celle de Goniri, et 3 000 vers Maiduguri.